# MarketAxess
MarketAxess Holdings Inc.是一家国际金融科技公司，在美国纳斯达克上市（股票代号：MKTX），主营业务是提供金融机构使用的债券电子竞价交易平台，同时也提供市场数据，以及交易后服务。在MarketAxess的竞价交易平台上，机构投资者与做市商可以交易多种固定收益产品，主要包括公司债，国债，新兴市场债券等。
MarketAxess创立于2000年，Richard McVey是公司的创始人，也是公司现任董事长与首席执行官。 MarketAxess总部在纽约，公司员工454人(2018)，在纽约，伦敦，阿姆斯特丹，圣保罗，香港，新加坡均有办公室。至2018年，MarketAxess在美国公司债电子交易市场份额约为85%，占全美公司债券交易总量的20%。2019年7月，公司被标准普尔500指数纳入。按照GICS全球行业分类标准，MarketAxess属于金融行业，金融交易所&数据供应商子行业。

## 历史
1999年，麦克维提出了MarketAxess的债券竞价交易模型，这个模型是摩根大通的 “摩根实验室” 孵化项目的一部分（该计划旨在落实公司高层推进网络技术应用的想法）。
2000年，麦克维建立了独立公司，并向其他市场参与者募集了2400万美金。同年11月，MarketAxess开始交易投资级公司债，并且开始提供投资人新发行债券及研究报告。
2001年，MarketAxess收购了TradingEdge （该公司拥有BondLink，是一个债券初创公司，支持投资人在线买卖债券）。
2004年，MarketAxess在美国纳斯达克上市，上市首日股价$11美元。
2009年，MarketAxess在新加坡金融监管局注册，获得Recognized Market Operator (认可市场运营商)牌照，并通过伦敦办公室的团队服务亚洲客户。
2012年，MarketAxess与贝莱德（BlackRock）合作，将MarketAxess对接贝莱德的阿拉丁投资管理系统。通过对接贝莱德管理的超过十万亿美金客户资产，MarketAxess打造了 “所有人-对-所有人”的公开匿名债券交易系统“Open Trading”。
2013年，MarketAxess收购了Xtracter（该公司位于英国伦敦，旗下拥有Trax，是一家市场数据及交易后服务公司，交易后服务包括交易配对，以及监管数据汇报。）
2015年，MarketAxess与贝莱德进一步拓展合作，将Open Trading推广至欧洲市场。同年，MarketAxess在香港设立办公室，进一步拓展在亚洲的业务。
2017年，MarketAxess在新加坡设立子公司MarketAxess Singapore Pte,Limited，分别在新加坡注册为RecognizedMarket Operator (认可市场运营商)，以及在香港特区被授权为Automated Trading Service (自动化交易服务)提供者。
2019年，经过荷兰监管机关批准，MarketAxess阿姆斯特丹办公室正式进入投入运营， 以开展欧盟区的交易平台与监管数据汇报服务业务。
2019年7月，MarketAxess正式被标准普尔500指数纳入。